# Waterleidingbedrijf
Een waterleidingbedrijf produceert en of distribueert drinkwater en soms industriewater binnen zijn afzetgebied.

## België
In België zijn de waterleidingnetten besloten: de eindgebruiker kan geen leverancier kiezen. De watervoorziening is van oorsprong gemeentelijk of intercommunaal en daardoor gespreid over tientallen bedrijven, verenigd in koepelorganisaties: 
- voor België als geheel: Belgaqua, met 33 aangesloten leden, waaronder 3 koepels en 30 waterbedrijven[2]
- in Vlaanderen AquaFlanders, met 6 aangesloten waterbedrijven[3][4]
- in Wallonië Aquawal, met 22 aangesloten leden, waaronder het Brusselse Vivaqua (dat ook enkele Waalse gemeenten bedient)[5]
- in Brussel heeft Vivaqua een feitelijk monopolie.

De toezichthouders zijn: voor Vlaanderen de Vlaamse Milieumaatschappij, voor Wallonië de Société wallonne des eaux, en voor Brussel Leefmilieu Brussel.

## Nederland
Privatiseren van drinkwatervoorziening is in Europees Nederland niet mogelijk op grond van een voorgestelde waterleidingwet. In tegenstelling tot het aardgas- en elektriciteitsnet, kennen de Nederlandse waterleidingnetten daardoor een besloten karakter. Dat wil zeggen dat, behalve noodkoppelingen tussen de netten, andere drinkwaterproducenten geen toegang hebben tot het net en dat klanten niet hun eigen waterleverancier kunnen kiezen. Er bestaat dan ook geen scheiding tussen de productie en de verkoop van het drinkwater enerzijds en het beheer van het leidingnet anderzijds, zoals dat in de wet onafhankelijk netbeheer is vastgelegd voor aardgas en elektriciteit.
In Nederland wordt het drinkwater door 10 waterleidingbedrijven geproduceerd en gedistribueerd. Dit waren er vroeger aanzienlijk meer (rond 1980 circa 45). Daarna heeft in snel tempo een concentratie plaatsgevonden. De volgende waterleidingbedrijven zijn actief:
| Naam bedrijf                                | Voorzieningsgebied (globaal)                                       | Afzet drinkwater 106 m³ (2007) |
| ------------------------------------------- | ------------------------------------------------------------------ | ------------------------------ |
| Evides                                      | Zeeland en zuidelijk deel van Zuid-Holland                         | 157,7                          |
| Dunea                                       | Haagse en Leidse regio                                             | 76,0                           |
| Oasen                                       | oostelijk deel van Zuid-Holland                                    | 46,6                           |
| Vitens                                      | provincies Utrecht, Gelderland, Overijssel, Flevoland en Friesland | 350,1                          |
| WMD Drinkwater                              | provincie Drenthe                                                  | 29,0                           |
| Waterbedrijf Groningen (WBG)                | Stad en provincie Groningen                                        | 47,0                           |
| Waternet                                    | Regio Amsterdam                                                    | 67,1                           |
| PWN Waterleidingbedrijf Noord-Holland (PWN) | provincie Noord-Holland                                            | 104,2                          |
| Waterleiding Maatschappij Limburg (WML)     | provincie Limburg                                                  | 72,0                           |
| Brabant Water                               | provincie Noord-Brabant                                            | 175,6                          |
| WEB Bonaire                                 | Bonaire                                                            | 3,4                            |
| Totaal                                      | Nederland                                                          | 1102,4                         |

Op Saba is geen waterleiding aanwezig en er bestaan geen concrete plannen voor de aanleg ervan. Op Sint Eustatius bestond lange tijd een waterleiding waarop slechts zes gebouwen (horecagelegenheden) aangesloten waren. Sinds 2011 wordt het leidingnet uitgebreid. Als het project voltooid is (naar verwachting in het voorjaar van 2012), zal 80% van de huishoudens aangesloten zijn. 
De meeste waterleidingbedrijven leveren naast drinkwater ook industriewater. Daar waar de kwaliteit van drinkwater minimaal moet voldoen aan de eisen gesteld in het waterleidingbesluit, kan bij industriewater de kwaliteit meer afgestemd worden op de eisen van de industrie (huishoudwater, mindere kwaliteit voor laagwaardige toepassing, zuurstofloos water, of demiwater voor hoogwaardige toepassing zoals ketelvoedingswater).
De grootste speler op dit vlak is Evides. Evides heeft een apart bedrijf Evides Industriewater genaamd. Dit bedrijf levert binnen haar eigen regio drinkwater en industriewater. Evides industriewater is actief in het buitenland (België en Duitsland). Samen met andere waterleidingbedrijven is zij op het gebied van industriewater ook actief in de rest van Nederland: 
- Samen met Vitens is dit het bedrijf Evident
- Samen met Waterbedrijf Groningen en WMD het bedrijf North Water
- Samen met WML het bedrijf Evilim

## Aruba, Curaçao en Sint Maarten
| Naam bedrijf | Voorzieningsgebied (globaal) | Afzet drinkwater 106 m³ (2007) |
| ------------ | ---------------------------- | ------------------------------ |
| WEB Aruba    | Aruba                        | ?                              |
| AquaElectra  | Curaçao                      | ?                              |
| GEBE         | Sint Maarten                 | ?                              |
| Totaal       |                              | ?                              |

## Suriname
- Surinaamsche Waterleiding Maatschappij (SWM)

## Overig
In België en Nederland heeft bijna iedereen toegang tot veilig drinkwater en adequaat sanitair. In verscheidene landen hebben echter niet alle inwoners toegang tot deze faciliteiten. Daarom leveren sommige waterleidingbedrijven een bijdrage aan de Millenniumdoelen door middel van het leveren van kennis en expertise.